# Santa Maria Maggiore (Barletta)

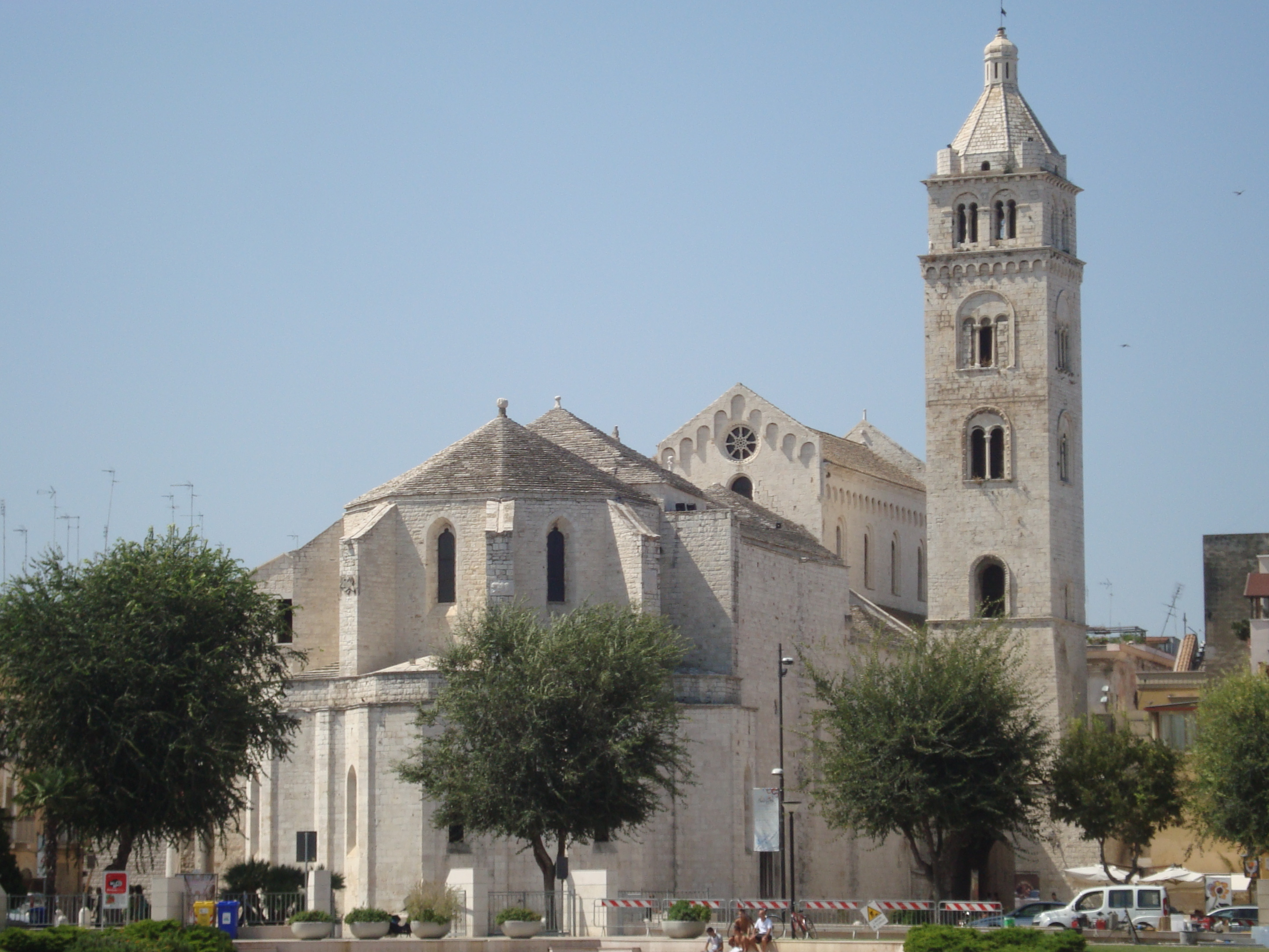
Santa Maria Maggiore

Santa Maria Maggiore oder der Dom von Barletta (italienisch Duomo di Barletta) ist eine römisch-katholische Kirche in Barletta im süditalienischen Apulien. Früher war sie Sitz der Erzbischöfe von Barletta und Nazareth, heute ist sie eine Konkathedrale des Erzbistums Trani-Barletta-Bisceglie mit dem Titel einer Basilica minor. Sie wurde in zwei verschiedenen Stilen, der Romanik und der Gotik, vom 12. bis zum 14. Jahrhundert erbaut. Die Kirche ist als Nationaldenkmal geschützt.

## Geschichte
Die Kirche steht an der Stelle eines antiken Hypogäums aus dem späten 4. und frühen 3. Jahrhundert v. Chr., das einem antiken, Neptun geweihten Tempel zugeschrieben wird. Ab dem 6. Jahrhundert existierte hier eine erste frühchristliche Basilika mit drei Schiffen und einer zentralen Apsis, die fünf Meter unter der heutigen Kathedrale lag. Nach der Zerstörung des alten Canosa durch muslimische Plünderer zogen zahlreiche Geistliche von der damaligen Kathedrale San Sabino in die Kirche von Barletta um, die in Santa Maria de Auxilio umbenannt wurde: Das Bauwerk aus dem 9. Jahrhundert hatte den Grundriss eines lateinischen Kreuzes und wies ein Pflastermosaik auf, von dem heute noch Reste existieren.
In normannischer Zeit im 12. Jahrhundert wurde über der bereits bestehenden Kirche eine romanische Kirche mit dem Namen Sancta Maria Majoris errichtet. Ende desselben Jahrhunderts wurde auch der Glockenturm erhöht, und die Kapitelle des Ziboriums wurden von orientalischen Künstlern ausgeführt. Später wurden das Matronäum, das Bogenfenster und die Fensterrose an der Westfassade hinzugefügt. Die neue Kirche wurde im Jahr 1267 geweiht. Sie bestand aus einem Kirchenschiff und zwei Seitenschiffen, die durch zwei Reihen aus je drei Granitsäulen und drei Pfeilern geteilt wurden. Im 13. Jahrhundert wurden außerdem zwei Schiffe und drei halbrunde Apsiden (ähnlich denen der Kathedrale von Trani) hinzugefügt.
Im 13. Jahrhundert förderte der Pfalzgraf Giovanni Pipino da Barletta, ein Freund von König Karl I. von Anjou, einen weiteren Ausbau der Kirche. Das Gebäude wurde nach Osten hin verlängert, mit einem neuen Chor und der Entfernung der Apsis und anderer Teile, die durch neue gotische Strukturen ersetzt wurden. Die Umgestaltung wurde erst im 16. Jahrhundert abgeschlossen.

## Beschreibung

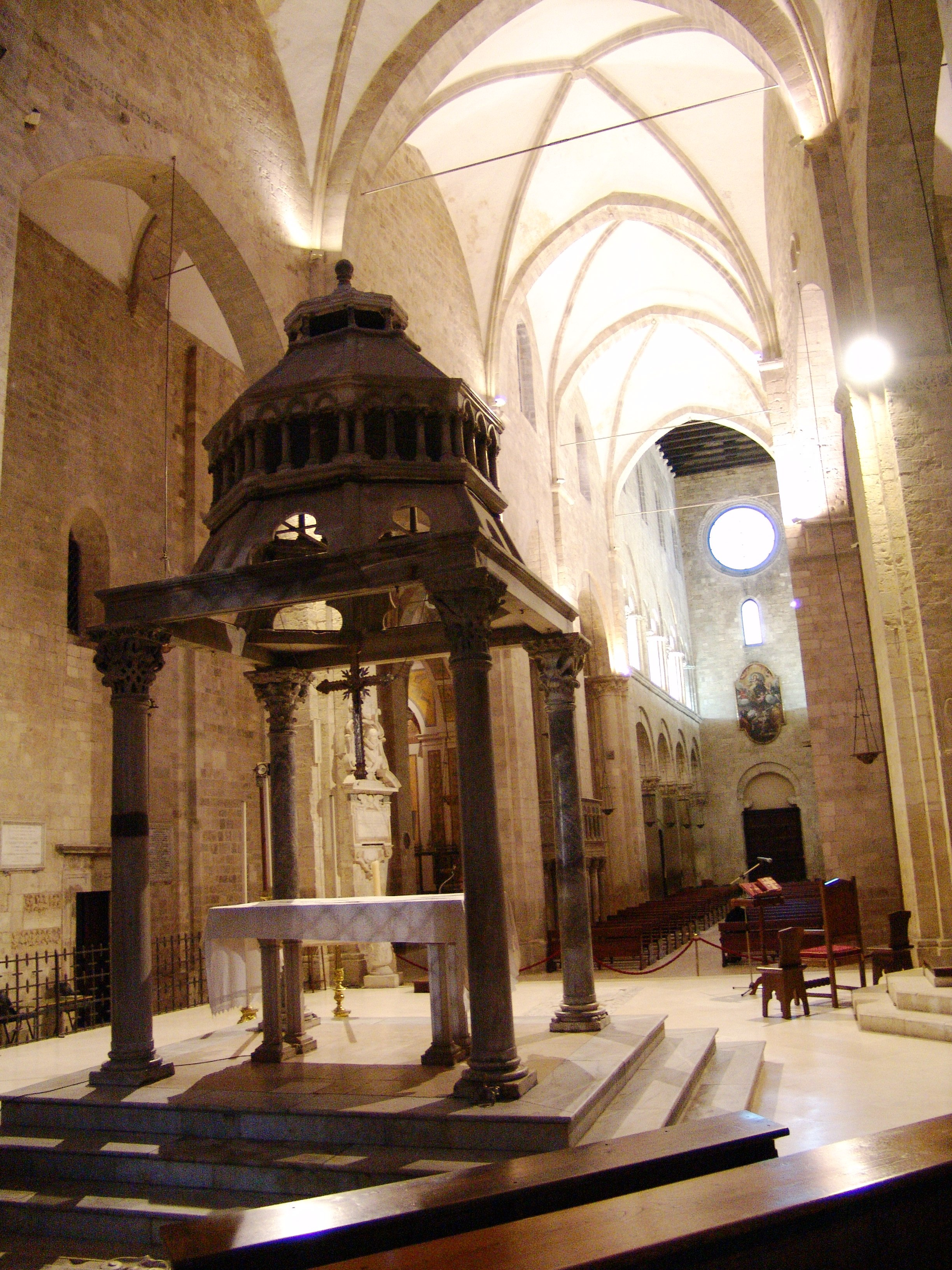
Innenraum

Die Kirche ist von Osten nach Westen ausgerichtet, wobei der gotische Wandelgang nach Osten, zum Schloss und zum Palazzo Santacroce hin, ausgerichtet ist. Der Glockenturm befindet sich auf der Nordseite und ermöglicht den Zugang zum Schloss durch einen Torbogen, unter dem sich Reste des alten Kirchenpflasters befinden.
Die Kirche weist eine reiche mittelalterliche Dekoration auf, darunter Kapitelle mit Tieren, Monster und anderen fantastischen Figuren. Die Hauptfassade hatte ursprünglich drei Portale: Das mittlere, das unter unbekannten Umständen zerstört wurde, wurde durch ein Renaissance-Portal ersetzt. Im Inneren der Kathedrale befinden sich einige Flachreliefs des ursprünglichen Portals, die Szenen des letzten Abendmahls und den Einzug Christi in Jerusalem darstellen.